# Anaspis steppensis
Anaspis steppensis là một loài bọ cánh cứng trong họ Scraptiidae. Loài này được Motschulsky miêu tả khoa học năm 1860.